# Dietrich Ludwig Gustav Karsten
Pour les articles homonymes, voir Karsten.
Dietrich Ludwig Gustav Karsten (1768-1810), est un minéralogiste allemand. 
Né le 5 avril 1768 à Butzow, Mecklembourg et mort le 20 mars 1810 à Berlin. Il sera fonctionnaire des Travaux miniers en Prusse et plus tard, minéralogiste à l'Institut des mines de Berlin.
On lui doit la description d'espèces minérales, comme la pharmacolite.

## Publication
- Des Herrn Nathanael Gottfried Leske hinterlassenes Mineralienkabinett, systematisch geordnet und beschrieben, auch mit vielen wissenschaftlichen Anmerkungen und mehreren äussern Beschreibungen der Fossilien begleitet, Leipzig 1789
- Mineralogische Tabellen, 1800

## Honneur
Johann Friedrich Ludwig Hausmann en 1813 lui a dédié une espèce minérale la Karsténite qui n'est en fait qu'un synonyme d'anhydrite. 